# África de las Heras Gavilán
África de las Heras Gavilán, née le 26 avril 1909 à Ceuta en Espagne et morte le 8 mars 1988 à Moscou, Russie, est une communiste espagnole, naturalisée soviétique, agent des services secrets soviétiques KGB (devenu FSB). Elle utilise les noms de codes « Patria », « María Luisa de las Heras de Darbat », « María de la Sierra », « Patricia », « Ivonne », « María de las Heras », « Znoi » et « María Pavlovna » dans le cadre de sa couverture.
À l'origine membre du Parti communiste d'Espagne, África de las Heras participe à diverses opérations de renseignement soviétiques pendant et après la guerre civile espagnole. Elle atteint le grade de colonel au sein du KGB, recevant ainsi bon nombre de décorations de la part du gouvernement russe .

## Biographie
Née dans une famille aisée, África de las Heras Gavilán est la fille de Virtudes Gavilán de Pro (sa mère) et de Zoilo de las Heras Jiménez (son père).
Le couple s'installe dans une petite maison de la ville de Ceuta, une enclave espagnole dans le nord du Maroc, et ont deux enfants, Virtudes et África (son prénom lui est donné en référence au nom de la Sainte Patronne de la ville, « Nuestra Señora de África »).
Durant sa jeunesse, elle poursuit ses études à Madrid dans le collègue catholique Sagrado Corazón de Jesús, et retourne ensuite dans la ville de Melilla en 1923 à l'âge de 14 ans, pour poursuivre sa formation. Elle fait connaissance avec Isabel Mesa Delgado (es), syndicaliste espagnole, anarchiste et féministe, connue sous le pseudonyme de Carmen Delgado Palomares, puis intègre dans les années 1930, le Parti communiste d'Espagne.
En octobre 1934, África joue un rôle important en tant qu'officier de liaison entre les différents partis qui s'opposent au gouvernement de Madrid dans ce que l'on appellera la Révolution asturienne. Cette insurrection voulait l'abolition du système républicain imposé par la Constitution espagnole de 1931. Durant cette révolution, elle fait la rencontre du leader communiste historique Santiago Carrillo, qui deviendra en 1960 le Secrétaire général du Parti communiste d'Espagne jusqu'en 1962.
En 1936, elle rejoint la Jeunesse socialiste unifiée de Catalogne (JSUC) et épouse Luis García Lago, ancien employé de banque et militant communiste.
En 1937, amie avec Ramón Mercader, par son intermédiaire, elle est probablement recrutée par Nahum Eitingon, plus connu sous le nom de Leonid Eitingon, chef adjoint en Espagne du Commissariat du peuple aux affaires intérieures NKVD, connu actuellement sous le nom de KGB ou FSB.

## Carrière
À partir des années 1930 la carrière d'África commence, ses idéaux étant consolidés par le soulèvement nationaliste des 17 et 18 juillet 1936 en Espagne qui déclenche la Guerre d'Espagne. Elle étudie pour devenir opératrice radio, et effectue une spécialisation dans le sabotage des communications de l'ennemi.
Durant la guerre civile, en 1937, elle fait la rencontre de Caridad Mercader et son fils Ramón Mercader, le futur assassin de Léon Trotsky.
À l'issue de sa formation dans les télécommunications et de son intégration dans les renseignements (par l'intermédiaire de Nahum Eitingon), elle est désignée pour partir au Mexique. Sa mission est d'effectuer des investigations et une observation sur Léon Trotsky. Quelques mois avant la fin de la guerre d'Espagne, elle rentre en Espagne par la frontière française (en passant par un camp d'internement de réfugiés), laps de temps durant lequel Léon Trotsky est assassiné par Ramón Mercader au Mexique.
Elle se rend pour la toute première fois en URSS quelques mois après cet évènement. À sa demande, elle rejoint une unité d'Espagnols volontaires, et intègre un groupe de guérilla appelé « Los Vencedores » qui est projeté sur l'actuelle Ukraine. Dans ce groupe elle met à profit ses connaissances d'opératrice radio, et exerce sur le terrain durant deux années, avant de retourner à Moscou. À son retour en URSS, la nationalité soviétique lui est offerte, et elle commence à travailler officiellement pour les services de renseignement.
Entre 1946 et 1948, sa première mission d'agent de renseignement se déroule à Paris, c'est à ce moment-là qu'elle fait implicitement la connaissance de Felisberto Hernández, célèbre pianiste uruguayen, qu'elle épouse en 1948, et qui lui donne ainsi un droit légal de séjour en Uruguay, ainsi que la nationalité uruguayenne. Une fois les droits obtenus, elle se sépare officiellement de Felisberto Hernández, qui n'a jamais connu les intentions de son épouse.
En place en tant qu'agent des services du KGB sur le continent d'Amérique du Sud, sa zone de travail comprend plusieurs pays du continent, ainsi que des liens étroits avec le réseau d'espionnage en place aux États-Unis d'Amérique. La direction moscovite lui envoie un agent de nationalité italienne Giovanni Antonio Bertoni, alias Valentino Marchetti, qu'elle épouse en 1956, pour ainsi apporter une couverture crédible à sa présence sur le continent, et éviter toute suspicion. En 1964 Giovanni Antonio Bertoni décède, elle retourne à Moscou à la fin de l'année 1967 et prend comme mission de former les futurs agents du KGB qui seront projetés en Amérique du Sud, et termine sa carrière avec le grade de Colonel.
Durant sa vie, et suivant ses déplacements, elle emprunte les noms suivants María de la Sierra durant la guerre civile en Espagne, et lors de son déplacement au Mexique ; Patria pour ses comptes-rendus qu'elle fournit à Moscou ; María Luisa à Paris et en Uruguay ; ainsi que les prénoms María Pávlovna, Ivonne, Znoi, Patricia,,.
África de las Heras Gavilán alias Patria décède le 8 mars 1988. Sa tombe est visible au cimetière Khovanskoïe à Moscou.

## Disctinctions
Durant sa carrière, l'URSS lui accordera les récompenses suivantes : 
- Médaille pour la victoire sur l'Allemagne dans la Grande Guerre patriotique de 1941-1945
- Ordre de la Guerre patriotique 1re et 2e classe
- Ordre de l'Étoile rouge
- 1942 : Médaille du Courage
- Médaille de Partisan de la guerre patriotique 1re classe
- Ordre de Lénine

## Vie privée
- En 1928, alors âgée de dix-neuf ans, elle prend pour époux le lieutenant de légion Francisco Javier Arbat Gil, et se sépare après la proclamation de la Seconde République en 1931[3].
- Dans les années 1930, elle donne naissance à une fille, de sa relation avec Ramón Mercader, agent du NKVD, connu pour avoir assassiné Léon Trotski en 1940, enfant qu'elle laissera à ses parents dès la naissance.
- En 1936, elle épouse Luis García Lago, ancien employé de banque et militant communiste.
- En 1948, elle épouse Felisberto Hernández, pianiste uruguayen, qui ne connaît pas les activités de sa femme[1].
- En 1956, elle prend pour époux Giovanni Antonio Bertoni alias Valentino Marchetti, agent du contre-espionnage italien[3],[6].